# Oldřich Blažek (politik)
Oldřich Blažek (* 2. července 1935) byl český a československý politik Komunistické strany Československa a poslanec Sněmovny lidu Federálního shromáždění za normalizace.

## Biografie
K roku 1977 a 1979 se zmiňuje coby vedoucí tajemník Okresního výboru KSČ Karviná.
Po volbách roku 1981 zasedl do Sněmovny lidu (volební obvod č. 122 - Orlová, Severomoravský kraj). Křeslo nabyl až dodatečně v březnu 1984 po doplňovacích volbách poté, co zemřel poslanec Miroslav Čapka. Mandát obhájil ve volbách roku 1986 (obvod Orlová). Ve Federálním shromáždění setrval do ledna 1990, kdy rezignoval na svůj post v rámci procesu kooptací do Federálního shromáždění po sametové revoluci.